# Das rote Rad
Das rote Rad (russisch Красное колесо Krasnoe koleso) ist eine auf zehn Bände angelegte Romanserie von Alexander Solschenizyn, die nur teilweise in deutscher Sprache erschienen ist. In dieser Serie versuchte Solschenizyn die jüngere Geschichte Russlands zu dokumentieren.
Dabei werden die einzelnen Bände als Knoten bezeichnet, die gesamte Reihe nennt sich Das rote Rad.
Von den 10, möglicherweise sogar 20, geplanten Knoten wurden nur vier realisiert. Im Juli 1991 ließ Solschenizyn in der Pariser Emigrantenzeitung „La Pensée russe“ verlauten, dass er sein Unternehmen abbreche.

## Inhalt der Knoten

### Erster Knoten, August Vierzehn
Der Autor geht in diesem Buch der Frage nach, warum der Erste Weltkrieg und insbesondere die Schlacht bei Tannenberg für das zaristische Russland mit einer derart vernichtenden Niederlage endete.
Er beginnt mit einer Darstellung der Stimmung auf dem Land und in der städtischen Intelligenz in der Zeit kurz vor dem Kriegsausbruch.
Danach begleitet der Leser die Helden der Darstellung, den vom Oberbefehlshaber zur Nachrichtenübermittlung eingesetzten Oberst Worotynzew und den Frontgeneral Samsonow, durch die Ereignisse von Frontaufmarsch, durch die ersten Schlachterfolge, die folgenden Niederlagen und durch das Chaos in den russischen Truppen während ihrer Vernichtung.
Dabei zeichnet Solschenizyn ein Bild der Tapferkeit und Vaterlandsliebe, aber auch der geringen Bildung der Soldaten an der Front, aber besonders der Unfähigkeit, Vetternwirtschaft, Intrigen und Desorganisation in den Stäben: Die Truppen werden sinnlos kilometerweit zu Fuß durch den Sand geschickt, weil Befehle täglich geändert werden. Aus Eitelkeit werden offensichtlich falsche Befehle nicht korrigiert. Das Ergebnis ist, dass die russischen Truppen weit auseinandergezogen im menschenleeren Raum operieren und von der deutschen Armee zehntausende Soldaten eingekesselt werden können.
Während General Samsonow angesichts der Niederlage Selbstmord begeht, schafft es Worotynzew mit einigen Kameraden, aus der Einkesselung auszubrechen und berichtet dem Oberbefehlshaber von den wahren Zuständen an der Front.
In den letzten Kapiteln wird auch wiederum die Stimmung unter Studenten Moskaus und in einer Familie in Rostow dargestellt, womit Solschenizyn Erklärungsstoff für die bevorstehende Oktoberrevolution liefert.

## Deutsche Ausgaben
- August Vierzehn. Aus dem Russischen von Swetlana Geier. Hermann Luchterhand Verlag, Darmstadt und Neuwied ohne Jahresangabe (©1972); 640 Seiten.
- August Vierzehn. Aus dem Russischen von Swetlana Geier. Alexander Piper Verlag, München 1987; 1049 Seiten.
- November Sechzehn. Aus dem Russischen von Heddy Pross-Weerth. Alexander Piper Verlag, München ohne Jahresangabe (©1986); 1200 Seiten. Rezension von Rainer Traub im Spiegel (39/1986).
- März Siebzehn. Das rote Rad, Dritter Knoten, Erster Teil. Aus dem Russischen von Heddy Pross-Weerth. Alexander Piper Verlag, München 1989; 746 Seiten. Rezension von Horst Bienek in der ZEIT (17. November 1989).